# Dicliptera quintasii
Dicliptera quintasii är en akantusväxtart som beskrevs av Gustav Lindau. Dicliptera quintasii ingår i släktet Dicliptera och familjen akantusväxter. Inga underarter finns listade i Catalogue of Life.